# Прокофьев, Дмитрий Дмитриевич
Дмитрий Дмитриевич Прокофьев (в период проживания в Германии: Дмитрий фон Прокофьев нем. Dimitrij von Prokofieff; 9 октября 1879, Николаев, Николаевское военное губернаторство — 16 ноября 1950, Кевелар, Северный Рейн-Вестфалия) — русский и немецкий художник-анималист, мастер охотничьих сцен. 

## Биография
Родился в 1879 году в городе Николаеве, служившем одной из ключевых военно-морских баз Русского императорского флота, в дворянской семье морского офицера, капитана 2-го ранга Дмитрия Ивановича Прокофьева. Его дед, Иван Петрович Прокофьев (1794— 1865), был героем Русско-турецкой войны 1828—1829 годов, одним из пяти офицеров, участвовавших в сражении брига «Меркурий» с турецкими кораблями. 
Старший брат Дмитрия — архитектор и художник-акварелист Николай Дмитриевич Прокофьев (1866, Николаев — 1913, Санкт-Петербург). Племянник — Георгий Николаевич Прокофьев (1897—1942), лингвист и этнограф, исследователь самодийских языков, скончался от голода в Ленинграде во время блокады.
Вопреки встречающимся в литературе утверждениям, не являлся близким родственником композитора Сергея Прокофьева, который по отцу происходил из купеческой семьи; мать композитора Сергея Прокофьева на момент своего рождения была крепостной крестьянкой. 
Дмитрий Прокофьев учился в Императорской академии художеств в Санкт-Петербурге. Был членом Общества русских акварелистов и участником последней выставки общества, состоявшейся в 1918 году на фоне Гражданской войны и Красного террора в Петрограде. 
В 1919 году, опасаясь за свою жизнь и безопасность в новых революционных условиях, эмигрировал в Европу; границу России перешёл пешком. С 1919 года жил в Берлине. Был страстным охотником и создателем множества охотничьих сцен. Часто работал на плэнере в Восточной Пруссии. На Международной охотничьей выставке 1937 года в Берлине был удостоен серебряной медали (золотую медаль завоевал Бруно Лильефорс). Был представителем школы русской академической живописи, последовательно избегавшим в своём творчестве следования любым модернистским течениям. Стилистически был близок к другим русским художникам предреволюционного поколения, таким, как граф Владимир Муравьёв, граф Дмитрий фон Бенкендорф, барон Герхард фон Розен и др. 
Во время битвы за Берлин на завершающем этапе Второй мировой войны дом и мастерская Прокофьева были разрушены. Зная, что органы НКВД арестовывают многих русских эмигрантов, Прокофьев был вынужден второй раз в жизни пешком бежать на запад. Он оказался в Западной Германии, сначала в Бад-Эмсе, затем в Дюссельдорф-Оберкасселе, где вынужден был снимать комнату в мансарде, однако, в отличие от художника-импрессиониста Константина Горбатова, также проживавшего в Берлине, благополучно пережил конец войны. 
В дальнейшем, благодаря поддержке своих прежних заказчиков и знакомых, Прокофьев несколько поправил свои дела. 
Скончался Прокофьев в 1950 году в городе Кевеларе поблизости от Дюссельдорфа.